# Kraljevstvo Italija
Kraljevstvo Italija (talijanski Regno d'Italia, također i Regno Italico; 17. svibnja 1805. – 11. travnja 1814.) država na sjeveru Apeninskog poluotoka koju je osnovao Napoleon. Kraljevstvo je propalo nakon Napoleonova poraza i njegova pada.
Kraljevstvo Italija utemeljeno je 17. ožujka 1805. kada je Republika Italija, čiji je predsjednik bio Napoleon, postala Kraljevstvo Italija s Napoleonom kao kraljem Italije i Eugenom de Beauharnaisom kao potkraljem. Napoleon je okrunjen u Milanskoj katedrali 26. svibnja Željeznom krunom Lombardije.
Kraljevstvo se sastojalo od Lombardije, Venecije, Modenskog Vojvodstva, dijelom Papinske države (Anconu i preostali dio s Rimom anektiralo je Francusko Carstvo), dijelom Kraljevstva Sardinije i Trentina-Južnog Tirola.
Od 1805. do 1809. Napoleonovo Kraljevstvo Italija uključivalo je i Istru i Dalmaciju, od Trsta do Kotora (mletački Cattaro). Ovi jadranski teritoriji uklopljeni su u Ilirske provincije nakon 1809. godine.
U praksi, Kraljevstvo je ovisilo o Francuskom Carstvu koje je iskorištavalo njegove resurse kako bi obogatilo Francusku. Kraljevstvo je služilo kao pozornica u Napoleonovim operacijama protiv Austrije tijekom ratova raznih koalicija.
Nakon što je Napoleon abdicirao 11. travnja 1814. Eugène de Beauharnais, Napoleonov posinak, pokušao se okruniti za kralja, ali opozicija Senata Kraljevstva i Milanski ustanak (20. travnja 1814.) pomrsilo je njegove planove. Eugènea su prognali Austrijanci koji su zauzeli Milano.

## Vojska Kraljevstva Italije
Pješaštvo:
- linijsko pješaštvo: pet regimenti iz Republike Italije, uz još dvije novoosnovane 1805. i 1808.
- lako pješaštvo: tri regimente iz Republike Italije plus još jedna osnovana 1811.
- Kraljevska garda: dva bataljuna iz Republike Italije (Granatieri i Cacciatori), plus još dvije (Velites) osnovane 1806., plus dva bataljuna mladih gardista osnovana 1810. i još dva osnovana 1811.

Konjaništvo:
- draguni: dvije regimente iz Republike Italije
- Cacciatori a Cavallo (laka konjica): jedna regimenta iz Republike Italije plus druge tri osnovane 1808., 1810. i 1811.
- Kraljevska garda: dva skvadrona draguna, pet družbi Garda Časti

Vojska kraljevstva umetnuta u Grande Armée sudjelovala je u svim Napoleonovim pohodima.
Tijekom 17 godina, Republika Italija i njen nasljednik Kraljevstvo Italija brojili su vojsku od preko 200.000 ljudi, čiji su gubici iznosili 125.000 ljudi.